# Falafel (Film)

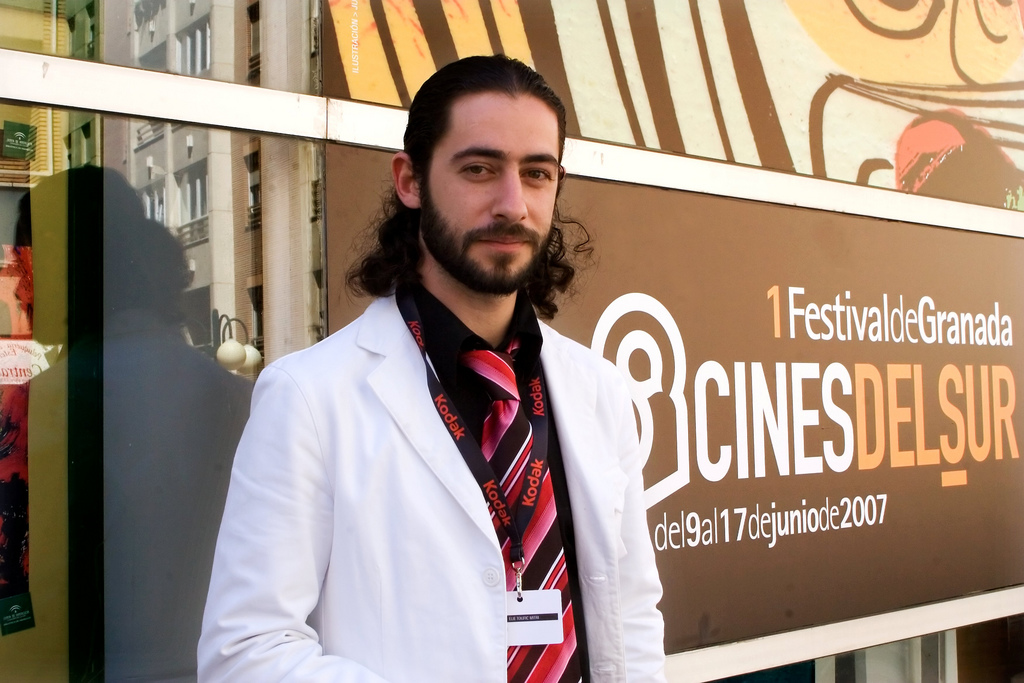
Der Hauptdarsteller Elie Mitri am Cines del Sur in Granada, 2007

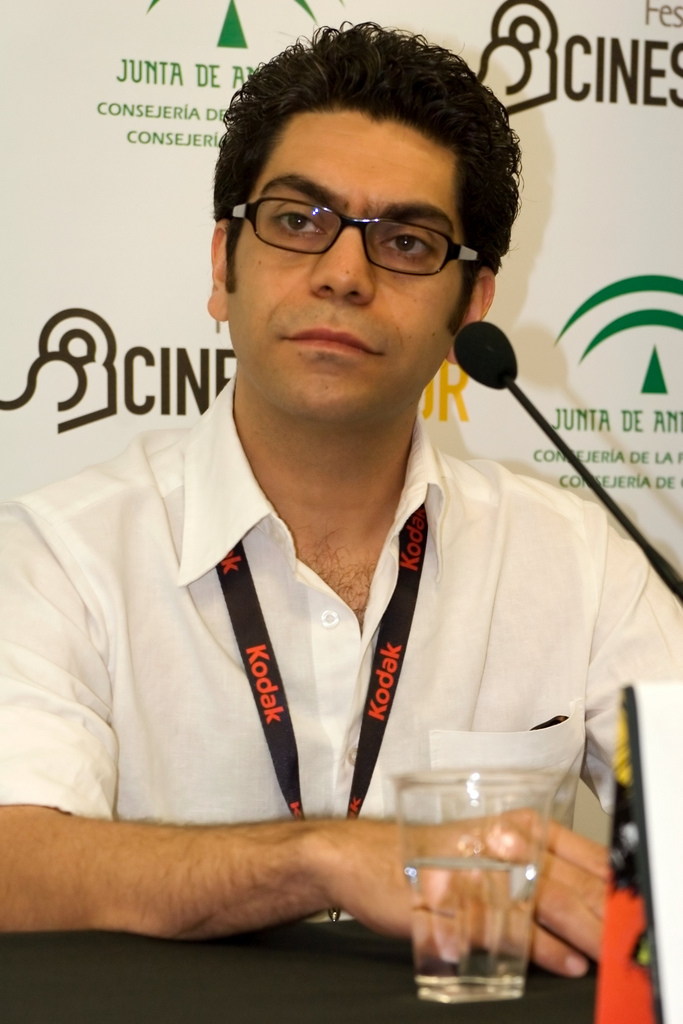
Michel Kammoun, Cines del Sur, 2007

Falafel (Arabisch: فلافل) ist der erste Langspielfilm des libanesischen Regisseurs Michel Kammoun (Regie und Drehbuch) aus dem Jahr 2006. Er begleitet den jungen Tou auf seinem Weg eine Sommernacht lang durch Beirut.

## Handlung
Der junge Libanese Toufic (Elie Mitri) lässt die Nacht zum Tag werden und zieht durch Beirut. Nach einem Zwischenhalt bei seinem Frisör, der ihm darlegt, wie der Libanon durch den Export von Bauchtänzerinnen zur Weltmacht aufsteigen könnte und dem Besuch eines Falafel-Lokals steht der Wohnungsparty seiner Freunde nichts mehr im Weg. Diese erweist sich in sexueller Hinsicht nicht für alle seine Bekannten als gleichermaßen ergiebig und trotz der beachtlichen Anzahl junger Schönheiten, die sich in der Wohnung drängen, will sich einer der Freunde partout nur für eine durch ein Teleskop beobachtete erotische Nachbarin interessieren. Während Toufic Yasmin näher kommt, indem er mit ihr entflieht, lässt sein Freund Abboudi die Party platzen, so enttäuscht ist er von ihrem Ausgang. Indes will ein Mann mit Verbindungen zu mächtigen Kreisen, wie man erfährt, gesehen haben, wie einer dieser jungen Leute sein Auto beschädigt haben soll. Er zitiert diesen in Begleitung von Toufic und seiner neuen flüchtigen Liebe auf den Parkplatz. Auf einen kurzen Wortwechsel zieht der Mann seine Pistole und Toufic wird im Handgemenge leicht verletzt.
Toufic ist schwer gedemütigt. Er nimmt den Motorroller, braust zum Casino du Liban in Maameltein, doch sein Motor kommt bald zum Erliegen. Ein Reifenhändler, ebenso hilfsbereit wie machtlos, will das Gefährt nicht bei sich im Laden haben und weist ihn an, es bei der Polizeistation hinzustellen, was Toufic auch sogleich tut. Doch gerät das zunächst vielversprechende Angebot des Polizisten, das Objekt zu bewachen, auch sofort zum Fiasko und Toufic flieht vor der Polizei als angeblicher Dieb des eigenen Motorrollers. Ziad, ein Kontakt suchender Poet, seines Zeichens Mathematiklehrer, entführt ihn in seiner Göttin, der Déesse, doch das Beirut der Nacht ist kein Ort der Prüderie. Neben selbstbestimmten Frauen tummeln sich hier auch etliche Prostituierte und ihre unvermeidlichen Schatten: Männer der Unterwelt. Ein Waffenhändler hadert ganz offensichtlich mit seinem Schicksal, so sehr schmerzt ihn der Libanon, diese „Schweiz des Nahen Ostens“, die er den Tränen nahe beklagt.
Im Kofferraum lagert er auch Langfeuerwaffen, aber die Pistole, die er Toufic aushändigt, sollte, wie er meint, für einen Jungen in seinem Alter genügen. Toufic nimmt sie und rennt davon. Während ihn seine Freunde überall suchen, oszillieren die nächtlichen Lichter beängstigend, als der junge Mann, auf einem Flachdach sitzend, die geladene Waffe im Spiel auf Passanten richtet, doch dann fallen – wie durch ein Wunder – rettend Falafel vom Himmel. Erst ist es nur einer, doch dann regnet es Falafel und Toufic ist in diesem Film beileibe nicht der einzige, der übernatürliche Erfahrungen mit Falafeln macht. Die Prophezeiung des Falafelverkäufers, eines eigentlichen Falafel-Philosophen, vom himmlischen Manna, tritt ein wie damals auf Sumatra. Grund genug, die Sache mit der Rache vorerst auf sich beruhen zu lassen. Abboudi findet ihn lebend und gesund. Keine Selbstverständlichkeit, hatte er doch am Radio auf Nachrichten über ihn gehofft, doch das sendete nur etwas über Jacques Chirac.
Zuhause bei Tous Mutter flimmert indes Saddam Hussein über den Bildschirm. Sie schaltet den TV aus und versucht zu schlafen. Toufic kommt nach Hause und erwischt seinen kleinen Bruder Rami beim heimlichen Rauchen. Er hat ins Bett gemacht. Toufic tröstet ihn und erzählt, dass er in seinem Alter jede Nacht ins Bett gemacht habe, was der Junge als Lüge identifiziert. Er legt sich zu Toufic auf die trockene Matratze und schläft ein. Toufic sinniert vor sich hin. Er ist zur Ruhe gekommen, auch er schläft ein, doch die geladene Pistole liegt gefährlich vielsagend neben ihm auf dem Nachttisch.

## Auszeichnungen
- Goldener Bayard für den besten Film, Festival International du Film Francophone de Namur, Belgien 2006[1]
- Goldener Bayard für die beste Musik, Festival International du Film Francophone de Namur, Belgien 2006[2]
- Silber Muhr für den besten Film, Dubai International Film Festival, VAE 2007[3]
- Audienz Award – LILLE International Film Festival, Frankreich 2007
- Bester erster Film Award – ROTTERDAM Arab Film Festival, Niederlande 2007
- ART AWARD (Bester erster Film Award) – ALEXANDRIA International Film Festival, Ägypten 2007
- Bronze Dolch für den besten Film, Muscat International Film Festival, Oman 2008
- Spezial Jury Preis, International First Film Festival Annonay, Frankreich 2008
- Bronzepalme, Mostra de Valencia Cinema del Mediterrani, Spanien 2007[4]